# Трамонтана
Трамонтана је врста ветра на Јадрану и Егејском мору. Ово је јак и хладан северни ветар, дува зими из планинских предела. Према генези је врло сличан бури.